# Colman
Colman és una població dels Estats Units a l'estat de Dakota del Sud. Segons el cens del 2000 tenia 572 habitants.

## Demografia
Segons el cens del 2000, Colman tenia 572 habitants, 242 habitatges, i 156 famílies. La densitat de població era de 133 habitants per km².
Dels 242 habitatges en un 34,7% hi vivien nens de menys de 18 anys, en un 53,3% hi vivien parelles casades, en un 8,7% dones solteres, i en un 35,5% no eren unitats familiars. En el 32,2% dels habitatges hi vivien persones soles el 14,5% de les quals corresponia a persones de 65 anys o més que vivien soles. El nombre mitjà de persones vivint en cada habitatge era de 2,36 i el nombre mitjà de persones que vivien en cada família era de 3,03.
Per edats la població es repartia de la següent manera: un 28,5% tenia menys de 18 anys, un 7,3% entre 18 i 24, un 30,6% entre 25 i 44, un 20,3% de 45 a 60 i un 13,3% 65 anys o més.
L'edat mediana era de 35 anys. Per cada 100 dones de 18 o més anys hi havia 92 homes.
La renda mediana per habitatge era de 32.143 $ i la renda mediana per família de 44.000 $. Els homes tenien una renda mediana de 32.212 $ mentre que les dones 21.442 $. La renda per capita de la població era de 16.772 $. Entorn del 6,1% de les famílies i el 7,7% de la població estaven per davall del llindar de pobresa.

## Poblacions més properes
El següent diagrama mostra les poblacions més properes.